# Aysha helvola
Aysha helvola är en spindelart som först beskrevs av Eugen von Keyserling 1891.  Aysha helvola ingår i släktet Aysha och familjen spökspindlar. Inga underarter finns listade.